# فلندرز پتری
فلندرز پتری (انگلیسی: Flinders Petrie; ۳ ژوئن ۱۸۵۳ – ۲۸ ژوئیهٔ ۱۹۴۲) دانشمند در زمینه مصرشناسی و پیشرو روش‌های سیستماتیک و حفاظت از آثار در باستان‌شناسی اهل بریتانیا بود. او صاحب اولین کرسی مصرشناسی در بریتانیا است و به همراه همسرش هیلدا پتری بسیاری از مهمترین محوطه‌های باستانی مصر را کاوش کرد. لوحه مرنبتاح را مهمترین کشف او می‌دانند.
وی همچنین برندهٔ جوایزی همچون همکار انجمن سلطنتی شده‌است.